# 第二次子音推移
第二次子音推移（だいにじしいんすいい）とは、西ゲルマン語群のうち、6世紀頃スイスやオーストリアなどのドイツ語圏南部で発生、北上しつつ、9世紀頃までにドイツ語圏のほぼ中央で停止した、高地ドイツ語に起きた音韻変化である。グリムの法則で知られる第一次子音推移に引き続いて起きたため、この名がある。
この変化によって、無声破裂音が語頭や子音のあとで破擦音になり、それ以外の環境では摩擦音になった。
- /p/ → /pf/ または /f/
- /t/ → /ts/ または /s/
- /k/ → /kx/ または /x/

また上記以外にもう一つ推移が発生している。
- /d/ → /t/

この変化を経験している現代ドイツ語と、経験していない英語・オランダ語とのあいだでこの音韻対応を見ることができる。
- 英 sheep、蘭 schaap - 独 Schaf
- 英 ten、蘭 tien - 独 zehn
- 英 book、蘭 boek - 独 Buch
- 英 day、蘭 dag - 独 Tag

## 参考書目
- Werner König: dtv-Atlas Deutsche Sprache. 12. Aufl., Deutscher Taschenbuchverlag, München, 1998. ISBN 3423030259.
- Fausto Cercignani: The Consonants of German: Synchrony and Diachrony, Milano, Cisalpino, 1979. ISBN 978-8820501853.
- Johan C. Waterman: A History of the German Language. Rev. ed. Long Grove, Waveland Press, 1976, ISBN 0881335908.
- Judith Schwerdt: Die 2. Lautverschiebung. Wege zu ihrer Erforschung. Winter, Heidelberg, 2000, ISBN 3825310183.
- Judith Schwerdt (Hrsg.): Die Kontroverse um die 2. Lautverschiebung. Peter Lang, Frankfurt/M., 2002, ISBN 978-3-631-38264-6.